# Тархан (звание)
Тархан (др. тюрк. ‏𐱃𐰺𐰴𐰣‎; ; уйг; араб. طرخان‎; баш. тархан; кит. 達干; бур. , монг. дархан; перс. ترخان‎; тат. tarxan, тархан; якут. дархан, тархан; чув. турхан; узб. darxon, tarxon; алт. таркан) — привилегированное сословие тюркской знати. Титул употреблялся у тюрков, а также у других степных народов.

## История

### Дозолотоордынский период
Со времен Тюркского каганата (550—745), известен чин или титул «Бойла-бага-тархан», «бага тархан» и просто «тархан».
В Хазарском каганате тарханы являлись высшим сословием военно-родовой аристократии. В Аварском каганате тарханы были сборщиками дани, а также были представителями знати. В Первом Болгарском царстве означал высший военный чин, приравнивающийся к стратегу в Византии. В Кыргызском каганате тарханы являлись сборщиками налогов и представителями фискальной службы.

### Золотоордынский период и период раздробленности Золотой орды
Во время господства монголов тарханское звание жаловалось особыми ханскими ярлыками (грамотами), также было высоким званием в армии Тимура. Несмотря на то, что тарханы не всегда являлись наиболее крупными представителями феодальной знати, они освобождались от податей и повинностей и пользовались большими правами. В ярлыке золотоордынского хана Тимур-Кутлуга, выданном в 1397 году некоему Мухаммеду, перечисляются права тархана на земли, воды, сады, бани, мельницы, владеемые им «свободные места», деревни и другое имущество. Земля и другое имущество тархана были неприкосновенными.
Он освобождался от повинностей с виноградников, амбарных пошлин и от платы за гумно и от ясака с арыков, собираемого с подданных по раскладке. Ярлык предписывал ни пошлин, ни весовых, ни дорожной платы, ни «платы в караулы» с тархана не требовать. Он был свободен от подводной гоньбы, квартирного постоя, «от пойла и корма», что требовалось от других, от поборов, чрезвычайных налогов и от всякого притеснения.
Тарханы и в правовом отношении занимали особое положение: «Было приказано, чтобы им не препятствовали входить к его величеству, не спрашивали с них и детей их до девяти проступков, не брали их лошадей для выполнения подводной повинности (улаг) и считали (их) изъятыми и свободными от всех повинностей (такалиф)». В целом в период Золотой Орды тарханы, приобретя имущественные и другие права, образовывали социальный слой общества. Думается, что здесь будет уместно сказать о том, что башкирские тарханы, получившие золотоордынские ярлыки на своё звание и права, пользовались всеми преимуществами и привилегиями, какими обладали другие тарханы Золотой Орды.
Основная версия происхождения названия города Астрахань — Хаджи Тархан. Самое раннее упоминание города находится у арабского путешественника Ибн Баттута, посетившего Хаджи-Тархан в 1334 году. Он писал: «Тархан значит у них (у татар) место, изъятое от податей… Город этот получил название своё от тюркского хаджи (паломника), одного из благочестивцев, появившегося в этом месте. Султан отдал ему это место беспошлинно, и оно стало деревней; потом оно увеличилось и сделалось городом».

### В составе Русского государства
В Российском государстве тарханами называли служилых татар (например, касимовских татар), чувашей, марийцев, калмыков,мордву, мещеряков, башкир — вольные люди, которые не платили ясака и не получали жалование, но в случае надобности обязанные нести военную службу. Тарханы имели своих крестьян. У башкир тарханы были потомственные и личные. Освобождённые от налогов и повинностей, правом преимущественного выбора части в башкирских вотчинах, но обязанные нести военную службу.
По своему социальному статусу тарханы приравнивались к детям боярским.
Звание передавалось по наследству. Звание получалось за особые военные, дипломатические или другие заслуги. Тарханы могли свободно выбирать и владеть общинной землей, а также пользовались другими государственными льготами.
У чувашей, до присоединения к Российскому государству тарханами (турханами) назывались землевладельцы, феодалы.

Тархан — обельный вотчинник, свободный от всех податей; встарь, иным тарханам давались и несудимые грамоты; ныне остались только почетно, без прав.— Толковый словарь В. И. Даля
Во времена Персидского владычества в Армении и Грузии титул-фамилию тархан получили некоторое количество армян и грузин, у которых по сей день сохранились такие фамилии, как Тарханян и Тарханашвили.
Указами 1672 и 1677 годов привилегии Тархан значительно сокращены и наконец, царь Пётр I, указом 15 июня 1700 года полностью отменил «Тарханные грамоты», указав, чтобы «„тарханы, с кого пошлин не имано, все отставить“ и брать пошлины со всех равныя».

### В современной России
Глава Республики Саха (Якутия) с 2014 года носит титул «Ил Дархан».

## В литературе
Титул упоминается в книгах знаменитого английского писателя Клайва Стейплза Льюиса; этим словом обозначаются вельможи в вымышленном государстве Тархистан.